# Ултык-Карагас
Ултык-Карагас — урочище хребта Крыктытау в 3 км к западу от деревни Кужаново, Абзелиловский район, Республика Башкортостан. Ботанический памятник природы.
На месте сведённого в прошлом леса раскинулась ковыльная луговая степь. Здесь произрастают 11 лиственниц Сукачёва с аномальной формой крон. Стволы деревьев не выражены, около 1 м высотой, ветвятся почти от земли. Крона необычайно густая и декоративная. Эта генетическая форма лиственницы чрезвычайно редко встречается в Башкирском Зауралье и из-за своей оригинальности может быть использована для селекции и озеленения. Возраст деревьев около 100 лет. Они обильно плодоносят. В урочище также встречаются редкие виды растений – ирис сибирский и ковыль перистый.
30 октября 2020 года неизвестными лицами при помощи бензопил были повреждены стволы всех лиственниц. Специалисты предпринимают меры для спасения уникальных деревьев.